# Хипокампи
Хипокампи (грч. ἱππόκαμπος, од ἵππος – „коњ“ и κάμπος – „чудовиште“) су морски коњи у грчкој митологији. Њихова глава и предњи дио тијела били су коњски, а на њих се настављао змијски рибљи реп. Стари Грци су вјеровали да су Хипокампи одрасли Морски коњићи, који се на латинском називају Hippocampus. Хипокампе су користиле морске богиње-нимфе, Нереиде, као и морски богови. Посејдон је возио кочију у коју су била упрегнута два или четири Хипокампа.